# 原清 (陶芸家)
原 清（はら きよし、1936年2月28日 - ）は、日本の陶芸家。2005年、人間国宝に認定された。

## 略歴
島根県斐川町(現在の出雲市)出身。1954年に京都で石黒宗麿の内弟子となった後、清水卯一に師事し陶芸を学ぶ。1965年に東京都世田谷に工房を構え独立、後に窯を埼玉県大里郡寄居町に移す。鉄釉の研究を続け、独自の技法となるまで錬磨に励んだ。1976年日本陶磁協会賞を受賞。日本伝統工芸展では入賞の他、監査委員の経験も持つ。1992年からは社団法人日本工芸会理事を務め、2002年には同会常任理事となった。2005年8月30日、重要無形文化財「鉄釉陶器」保持者に認定。
黒色と褐色の二種類の釉薬を駆使し大柄な色面で文様を描く。細かな技巧に頼ることのない作風は鉄釉陶器の新しい発展性を生んだとして、高く評価されている。2006年現在も陶芸界全般に於いて、後継者の育成に力を注いでいる。